# دانيال مانينغ
دانيال مانينغ (بالإنجليزية: Daniel Manning)‏ هو شخصية أعمال وصحفي وسياسي أمريكي، ولد في 16 مايو 1831 بألباني في الولايات المتحدة، وتوفي بنفس المكان في 24 ديسمبر 1887. انتخب وزير الخزانة الأمريكي.

## روابط خارجية
- دانيال مانينغ على موقع إن إن دي بي (الإنجليزية)